# 존 에클스
존 커루 에클스 경(Sir John Carew Eccles, AC FRS FRACP FRSNZ FAA, 1903년 1월 27일 ~ 1997년 5월 2일)은 호주의 신경생물학자이다. 호주국립대학교 존커틴의학대학 교수를 지냈다.
신경 세포간의 신호전달이 전기적인 기작을 통해 이루어진다고 주장하였다. 이에 화학적인 신호전달을 주장한 헨리 핼릿 데일과 대립하였다. 실제로 신경 세포에는 두개의 기작이 모두 존재하나 화학적 전달이 대부분임이 밝혀져있다. 그러나 그의 연구 방법은 화학적 신호전달을 탐구하는 데에도 적절하였으며, 캐츠는 그의 방법으로 화학적 신호전달에 대한 체계를 세우게 된다. 1963년 앨런 로이드 호지킨, 앤드루 헉슬리와 함께 노벨 생리학·의학상을 받았다.
에클스는 열성적인 실험가로 특히 유명하다. 그가 노벨상을 받을 즈음, 내부적으로는 수상여부가 미리 알려졌고 실험실 사람들은 샴페인을 준비해 놓고 스웨덴으로부터의 전화를 기다리며 앉아 있었다고 한다. 그러나 예정된 두어 시간이 지나도 아무런 연락이 없자 에클스는 바로 두 명의 박사를 잡아채고 실험실로 내려갔다는 일화가 있다. 이후 에클스는 미국으로 이주하나 실험에는 큰 진전을 보이지 못한 채 스위스로 이주, 정신과 육체에 관한 철학적 문제에 대해 고찰하기 시작했다. 그는 또한 독실한 기독교인이었던 것으로 알려져 있다.

## 서훈
- 1958년 기사작위(Knight Bachelor) 서임[4]
- 1990년 오스트레일리아 훈장 컴패니언(AC)